# Julia Becker (Schauspielerin)

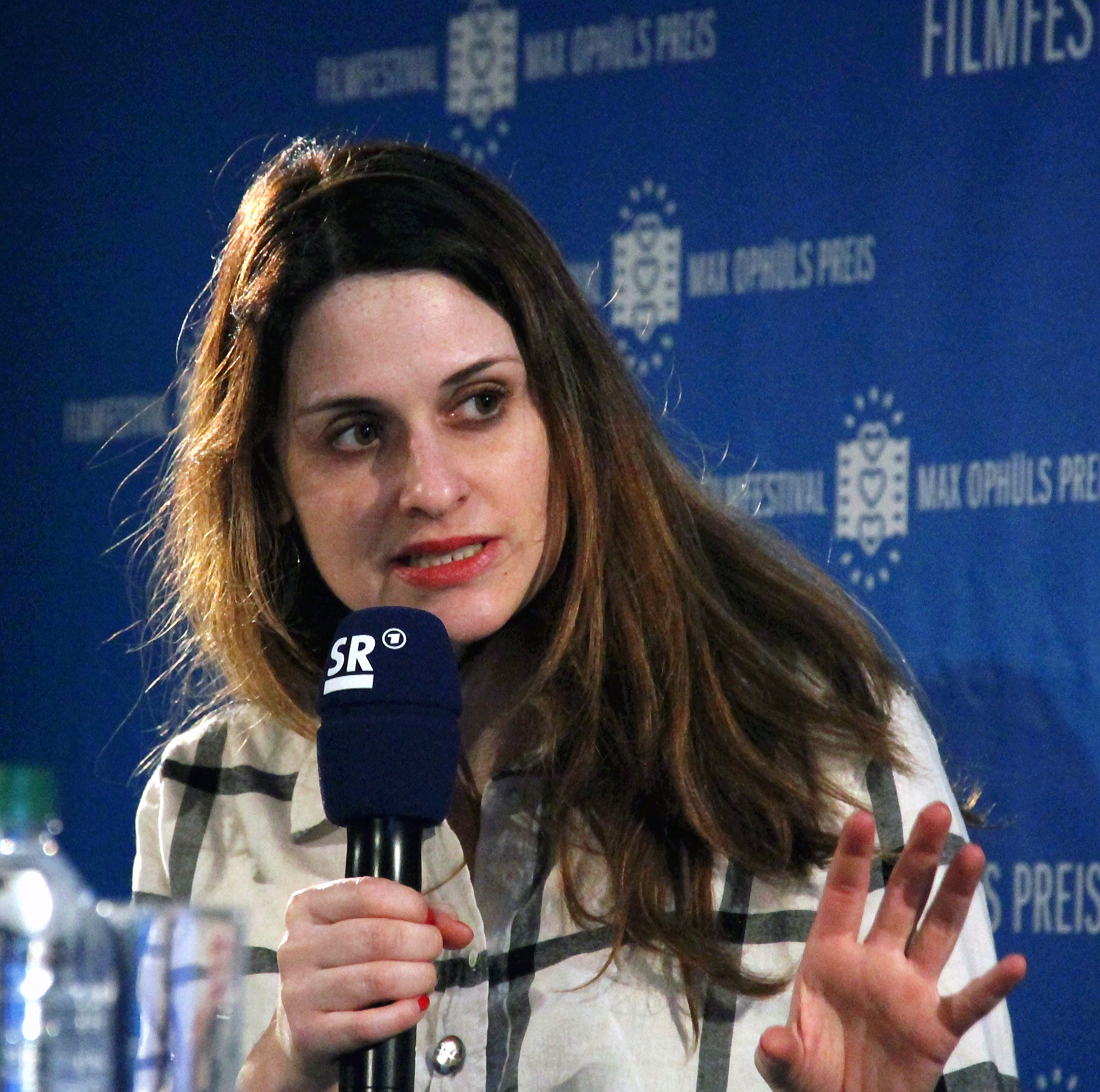
Julia Becker auf dem Max-Ophüls-Festival 2015

Julia Becker (* 1982 in Berlin) ist eine deutsche Schauspielerin, Drehbuchautorin und Regisseurin.

## Leben
Julia Becker absolvierte von 2003 bis 2005 eine Ausbildung am International Network of Actors in Berlin und von 2006 bis 2007 am Lee Strasberg Theatre and Film Institute in New York. Ab 2008 nahm sie Gesangsunterricht. Von 2012 bis 2013 spielte sie die Rolle der ‚Jule‘ in der Kindersendung KiKANiNCHEN auf KiKA. Die Gesangsdarbietungen in der Fernsehserie sind auf CD erschienen. 2013 und 2014 verkörperte Becker die Streifenpolizistin Elke Büning in der zweiten Staffel von Heiter bis tödlich: Hauptstadtrevier. 2013 produzierte sie den Film Das Floß!, in dem sie auch die Hauptrolle spielte. In Personalunion als Drehbuchautorin, Regisseurin und Hauptdarstellerin drehte sie 2016 ihr Spielfilmdebüt Maybe, Baby! und ebenso 2021 ihren zweiten Spielfilm Over & Out, ein Roadmovie mit Jessica Schwarz, Petra Schmidt-Schaller und Nora Tschirner.
Neben ihrer Arbeit für Film und Fernsehen tritt Julia Becker regelmäßig mit dem von ihr geleiteten ZeBra-Theater in Schulen auf.
Julia Becker lebt in Berlin.

## Filmografie

### Kino
- 2009: Die Liebe und Viktor (Regie Patrick Banush)
- 2010: Exodos (Regie Matthias Merkle)[6]
- 2012: Eine Nacht (Kurzfilm, Regie Stefan Najib)[7]
- 2013: Chiralia (Kurzfilm, Regie Santiago Gil)[8]
- 2013: Das Floß (Regie Julia C. Kaiser)
- 2016: Die Hannas (Regie Julia C. Kaiser)
- 2016: Die Lizenz (Kurzfilm, Regie Nora Fingscheidt)
- 2017: Biest (Kurzfilm, Regie Sandra Schröder)
- 2017: Maybe, Baby! (Regie Julia Becker)
- 2019: Systemsprenger (Regie Nora Fingscheidt)
- 2022: Over & Out (Regie Julia Becker)

### Fernsehen
- 2009: In aller Freundschaft (Das Erste)
- 2010: Beate Uhse – Das Recht auf Liebe (ZDF)
- 2011: Der Fall Jakob von Metzler (ZDF)
- 2012: Wo wir es vielleicht finden (MDR)
- seit 2012: KiKANiNCHEN (KiKA)
- seit 2013: Heiter bis tödlich: Hauptstadtrevier (Das Erste)
- 2013: Notruf Hafenkante – Retter in der Not (ZDF)
- 2015: Alles Klara (Fernsehserie), ARD
- 2015: In aller Freundschaft – Die jungen Ärzte (Das Erste, Folge 20)
- 2016: Dr. Klein (Fernsehserie, ZDF)
- 2017: Der Lehrer (RTL, Staffel 5, Folge 10)
- 2018: In aller Freundschaft (Das Erste, 2 Episoden)
- 2018: Kinderüberraschung (Fernsehfilm, SAT 1)
- 2019: Jenny – echt gerecht (RTL, 1 Episode)
- 2019: Käthe und ich – Dornröschen (ARD, 1 Episode)
- 2019: Der Bulle und das Biest (Sat.1, Staffel 1, Folge 2)
- 2019: SOKO Hamburg (ZDF, Staffel 2, Folge 7)
- 2019: West of Liberty (ZDF, SVT)
- 2020: Schloss Einstein (KiKA, Staffel 23, Folge 8)
- 2020: Letzte Spur Berlin (ZDF, 1 Folge)
- 2021: Wilsberg – Unser tägliches Brot (ZDF, 1 Folge)
- 2021: SOKO Leipzig: Die Mörder meiner Tochter
- 2021: Lena Lorenz: Hinter Gittern
- 2024: SOKO Wismar: Der Kandidat (ZDF)
- 2025: Morden im Norden: Gefallene Götter

## Diskografie
- Kikaninchen, Jule & Christian – wir tanzen, spielen, singen Lieder! Mit Christian Bahrmann und Maximiliane Häcke. Universal Music Entertainment, Berlin 2012